# Якубец, Франтишек
Франти́шек Яку́бец (чеш. František Jakubec; 12 апреля 1956, Чески-Брод, Среднечешский край или Прага — 27 мая 2016, Прага, Чехия) — чехословацкий футболист, игравший на позиции защитника, участник чемпионата мира (1982).

## Биография

### Клубная карьера
Якубец начинал карьеру в клубе «Карловы Вары», в котором отыграл два сезона.
В 1978 году перешёл в «Богемианс ЧКД Прага», в котором играл восемь сезонов, а в 1983 году выиграл чемпионат Чехословакии. Затем он играл за греческую «Верию» и швейцарскую «Беллинцону». В 1989 году вернулся в «Богемианс 1905», в котором отыграл один сезон и завершил карьеру.

### Карьера в сборной
В составе сборной Чехословакии был участником чемпионата мира 1982 года, но на турнире не играл. Всего за сборную Чехословакии сыграл 25 матчей, в которых не забил ни одного мяча.

### Смерть
Скончался 27 мая 2016 года в Праге в возрасте 60 лет, после продолжительной болезни.

## Достижения
«Богемианс 1905»
- Чемпион Чехословакии (1) : 1982/83